# A Nice Indian Boy
A Nice Indian Boy es una película estadounidense de comedia romántica de 2024 dirigida por Roshan Sethi. Basada en la obra de teatro del mismo nombre de Madhuri Shekar, la cinta está protagonizada por Karan Soni en el papel de Naveen, Jonathan Groff como Jay, Sunita Mani como Arundhathi, Zarna Garg como Megha y Harish Patel en el rol de Archit.

## Sinopsis
El filme relata la historia de Naveen, un médico indoestadounidense que lleva a su prometido Jay (un hombre blanco adoptado por padres indios), a conocer a su familia, profundamente tradicional.

## Reparto

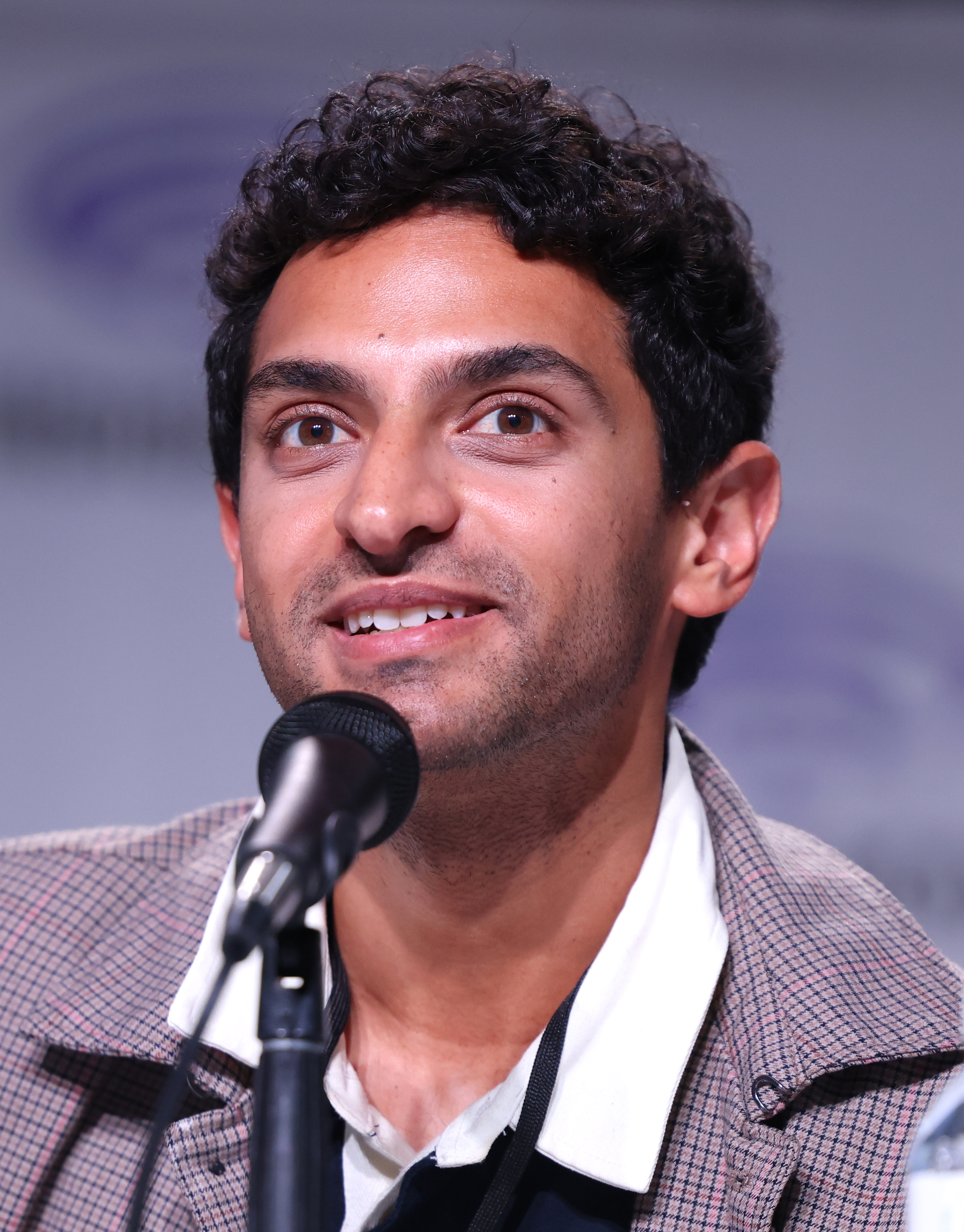
La interpretación de Karan Soni (en la imagen) fue elogiada por la crítica especializada.

- Jonathan Groff es Jay
- Karan Soni es Naveen
- Sunita Mani es Arundhathi
- Zarna Garg es Megha
- Harish Patel es Archit
- Sas Goldberg es Billie

Fuente:

## Estreno
A Nice Indian Boy se exhibió por primera vez en el Festival South by Southwest el 12 de marzo de 2024. Fue seleccionada para inaugurar el NewFest en octubre de 2024 y luego tuvo su estreno internacional en el BFI London Film Festival. En diciembre del mismo año se anunció que la compañía Blue Harbor Entertainment se encargaría de la distribución del filme en los Estados Unidos.
El primer tráiler oficial se lanzó el 4 de marzo de 2025.

## Recepción

### Crítica
En el portal especializado en críticas cinematográficas Rotten Tomatoes, la película mantiene un índice de aprobación del 97% basado en 58 reseñas. El consenso de la página afirma: «Impulsada por las atractivas y dulces interpretaciones de Karan Soni y Jonathan Groff, A Nice Indian Boy navega por las costumbres culturales y el romance con un corazón contagiosamente amable». El sitio web Metacritic, que utiliza un promedio ponderado, le otorgó una puntuación de 85 sobre 100 con base en siete reseñas, lo que indica «aclamación universal».
Red Rex de The Observer le otorgó su máxima calificación y manifestó: «La película de Roshan Sethi, discreta pero segura de sí misma, desarrolla con ternura una historia de amor entre dos hombres —y las generaciones que aprenden a aceptarlos—, con ingenio, sensibilidad y sin caer en clichés».  Odie Henderson de Boston Globe elogió la labor de la dupla protagonista al afimar que lo emocionó «observar a Naveen crecer y aprender a experimentar lo que Jay llama "la grandeza del amor"».

### Reconocimientos
La película recibió el premio del público en el Tasveer Film Festival 2024 y ganó el Sherzum Award en el Hamptons Film Festival el mismo año. Fue incluida en la lista de las «20 películas con temática LGBTI en tendencia en 2025» elaborada por el portal Deadline Hollywood, en celebración del mes del orgullo.